# Östra Ladmyrtjärnen
Östra Ladmyrtjärnen är en sjö i Sollefteå kommun i Ångermanland och ingår i Nätraåns huvudavrinningsområde.